# キャピラリー電気泳動
キャピラリー電気泳動（キャピラリーでんきえいどう）は毛細管（キャピラリー）内で電気泳動を行う方法である。
無担体電気泳動（ゲルなどの担体を用いず溶液状態で行う電気泳動）ではジュール熱によって対流が起こりやすく、物質の安定した分離を行う上で不都合である。しかし十分に細い毛細管を使えば対流を防ぐことができ、発生するジュール熱の放熱も容易なことから、物質の分離に用いることができる。
この方法を応用した例として、自動塩基配列解析装置（DNAシーケンサー）がある。この装置では特殊な高分子の水溶液を充填した毛細管内で分子ふるい効果を作り、試料中のDNAをその塩基数の順に分離することができる。
また、光学異性体の分離にも有利な手法であることから、薬学や食品分野への応用が進んでいる。